# Konipas bílý
Konipas bílý (Motacilla alba) je malý zpěvný pták z čeledi konipasovitých (Motacillidae) s palearktickým typem rozšíření. Obývá celou Eurasii od Pyrenejského poloostrova po Kamčatku, menší populace hnízdí i na Aljašce. Zimní výskyt zahrnuje Afriku a jižní Asii až po rovníkové oblasti. Většina populací je tažná; konipasi bílí hnízdící v Česku odlétají na zimu do severní Afriky a jižní a jihozápadní Evropy. Naopak na českém území zimují konipasi ze Skandinávie. 
Rozeznává se kolem 9 poddruhů, které se liší v opeření, avšak jsou si geneticky velmi blízce příbuzné a často se mezi sebou mohou křížit, pročež se někdy o konipasu bílém hovoří jako o druhovém komplexu či superdruhu. Tento malý druh štíhlého pěvce dosahuje délky těla 16,5–19 cm a váhy kolem 22 g. Samcovo opeření je bílo-černo-šedé s ostře oddělenými přechody, samice má hlavně na křídlech příměsi hnědé. Konipas bílý obývá různé typy otevřených stanovišť, v oblibě má hlavně blízkost vody. V Česku se jedná o běžný druh objevující se na drtivé většině území.
Hnízdí monogamně 2×, vzácně 3× ročně od dubna do července. Inkubace trvá 12–13 dnů, sedí oba ptáci. Mláďata jsou krmena oběma rodiči a hnízdo opouštějí asi po 13 dnech, další 4–7 dnů jsou pak krmena mimo hnízdo. Živí se téměř výhradně živočišnou stravou. Vedle drobného hmyzu to mohou být bezobratlí jako měkkýši, pavouci, aj. Globální populace konipasa bílého se v roce 2015 odhadovala na 135–221 milionů dospělců.

## Systematika

### Název
Za popisnou autoritu druhu se považuje švédský přírodovědec Carl Linné, který zahrnul konipasa bílého do 10. vydání Systema naturae z roku 1758 pod názvem Motacilla alba. Toto vědecké jméno druh nese dodnes. Rodové jméno Motacilla je jednoduše latinský název pro konipasa bílého. Někteří středověcí autoři však měli za to, že je toto slovo odvozeno z latinské zdrobněliny motare, „pohybovat se“, a mylně se domnívali, že cilla bude znamenat „ocas“, což mělo narážet na zvyk konipasa vrtět ocasem. Druhové jméno alba v latině znamená „bílý“. Těkání ocasem, které je pro konipasa bílého typické, se odrazilo i v řadě českých názvů druhu jako třasořitek, třasořitka, cacorka či cácorka (tímto slovem se označuje i hbitá, svižná dívka), třasichvost či třaslák. Z dalších starších českých názvů lze zmínit hvízdek či konipásek. Samotný výraz konipas naráží na to, že se druh vyskytuje často v oblastech pastvišť a lad.

### Evoluce a vnitřní systematika

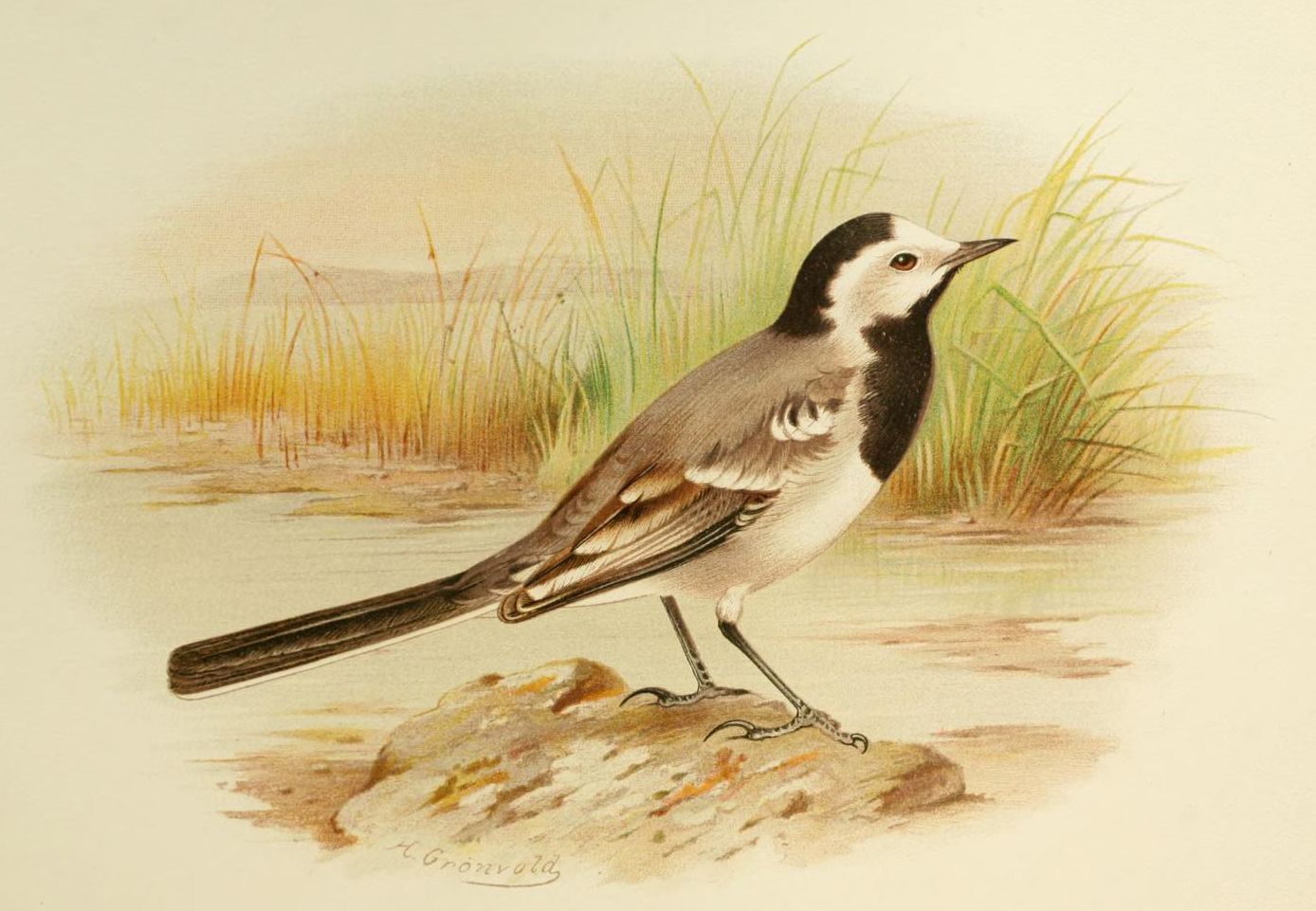
Ilustrace konipasa bílého (Henrik Grönvold, 1907–1908)

Systematika konipasa bílého je vysoce problematická a v odborné literatuře se debatuje již od přelomu 19. a 20. století. Konipas bílý byl předmětem mnoha taxonomických studií. Druh opakovaně přitahuje pozornost fylogenetiků zejména proto, že navzdory svému obrovskému areálu výskytu a rozeznávání velkého množství poddruhů s různě zbarveným opeřením je genetická příbuznost mezi těmito taxony velmi vysoká. Poddruhy jsou v mnoha oblastech sympatrické a mohou se mezi sebou i křížit, což taxonomii druhu ještě více komplikuje. Vědci se neshodují na množství poddruhů a v minulosti bylo navrženo konipasa bílého rozdělit na čtyři, devět nebo dokonce čtrnáct poddruhů. Jiní autoři navrhli poddruhy kategorizovat do čtyř skupin nebo vydělit z konipasa bílého několik samostatných druhů. Studie z roku 2005 zase poukázala na to, že genetické a morfologické studie nepřinášejí kompatibilní výsledky. Některé práce hovoří o konipasu bílém jako o druhovém komplexu nebo superdruhu.
Švédský ornitolog Per Alström ve své podrobné práci o konipasech z roku 2003 rozeznával 9 poddruhů, které následně převzal i IOC World Bird List, což je autoritativní seznam ptáků světa udržovaný Mezinárodní ornitologickou komisí. Těmito poddruhy jsou:
- Motacilla alba alba Linneaus, 1758 = konipas bílý evropský[19] – od Grónska přes Faerské ostrovy a Evropu včetně Česka po Střední Východ (tento poddruh může být polytypický a někdy se vyděluje subsp. dukhunensis z východní části areálu výskytu[20]);
- Motacilla alba alboides (Hodgson, 1836) – střední a východní Himálaj, jižní Čína, Indočína a Myanmar;
- Motacilla alba baicalensis (Swinhoe, 1871) – od střední Sibiře po severovýchodní Čínu;
- Motacilla alba leucopsis (Gould, 1838) – střední Čína, Korejský poloostrov a střední až jihozápadní Japonsko;
- Motacilla alba lugens (Gloger, 1829) – okolí Ochotského moře, Kamčatky, sever Korejského poloostrova a Japonsko;
- Motacilla alba ocularis (Swinhoe, 1860) – od severní Sibiře po severozápadní Aljašku;
- Motacilla alba personata (Gould, 1861) – od Íránu po jihozápadní Sibiř a západní Himálaj;
- Motacilla alba subpersonata (Meade-Waldo, 1901) – západní Maroko;
- Motacilla alba yarrellii (Gould, 1837) – Britské ostrovy, západní Evropa.

Každý klad konipasa bílého obývá odlišnou ekologickou niku, která se vyznačuje poměrně unikátními klimatickými podmínkami. K rozdělení konipasa bílého do mnoha taxonů došlo v pleistocénu a důležitou roli v něm hrálo Středomoří, které si v době posledního glaciálního maxima zachovávalo příhodné klima, a mnoha druhům včetně konipasa bílého poskytlo příhodné útočiště. Na izolaci populací / poddruhů konipasů bílých se podílely i mohutné geografické celky jako pouště Gobi a Taklamakan.

## Popis

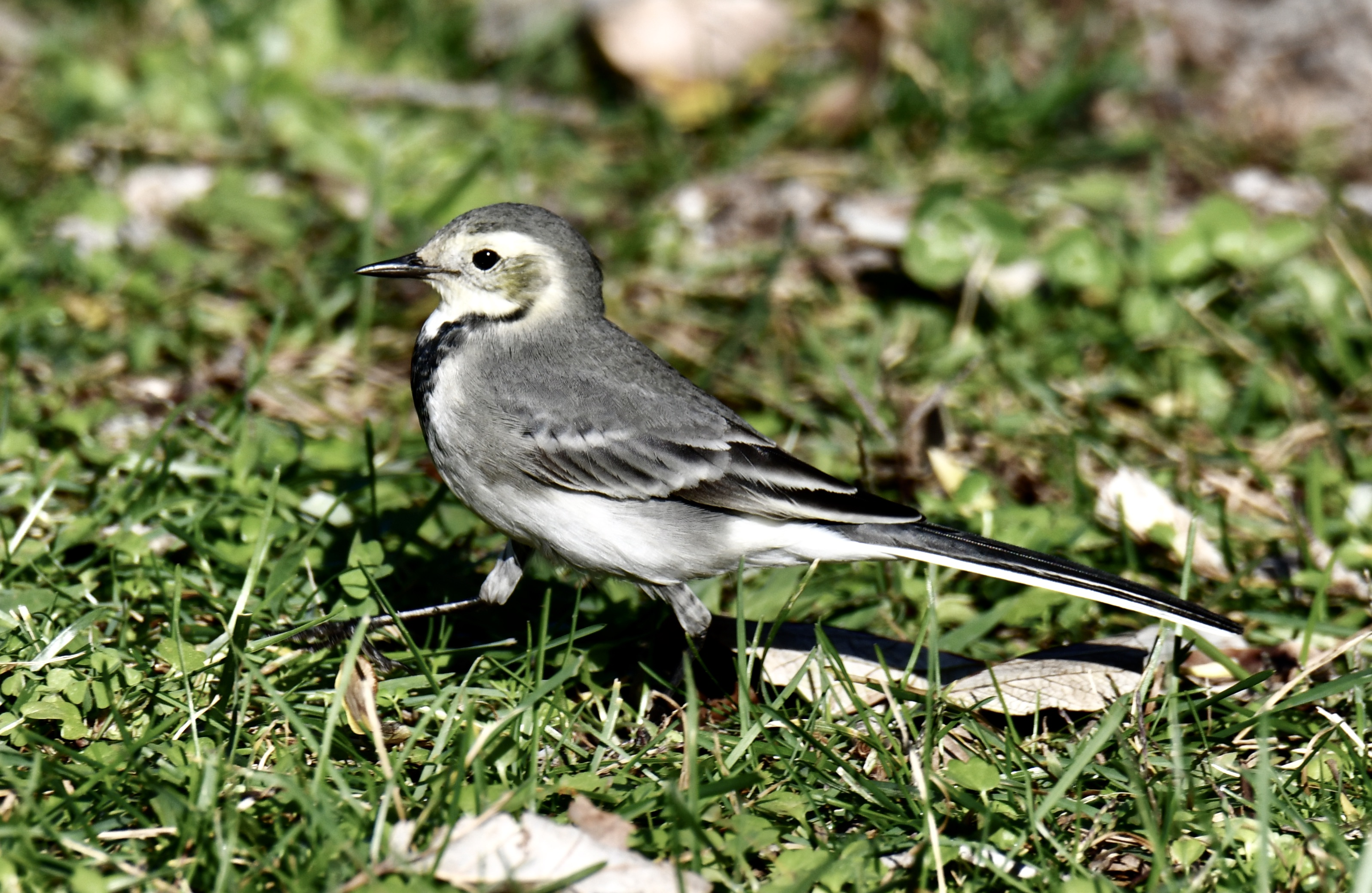
Prostý šat (snímek z Portugalska)

Konipas bílý se vyznačuje komplexními variacemi opeření v závislosti na poddruhu. Nejčastěji se různé charakteristiky opeření ukazují na bradě, šíji, letkách, loketních krovkách a po stranách krku. Tak např. u dospělých samců z východní a jižní Asie jsou letky bílé, u ostatních populací černé. Západní populace zase mají na loketních krovkách černý pruh, který chybí u populací z východní části areálu rozšíření. Zbarvení šíje se pohybuje v různých odstínech šedé a černé. Východoasijské populace se vyznačují bílou bradou, zatímco u všech ostatních populací je brada černá. Na Středním východě a ve střední Asii je opeření po stranách krku černé, všude jinde s výjimkou Maroka bílé. Vzhledem k nevyjasněné vnitřní taxonomii druhu a široké škále zeměpisné proměnlivosti opeření následuje pouze popis subps. alba, tedy konipasa bílého evropského, který se běžně vyskytuje v Evropě včetně Česka. Podrobný popis opeření ostatních poddruhů poskytuje Alström (2003).

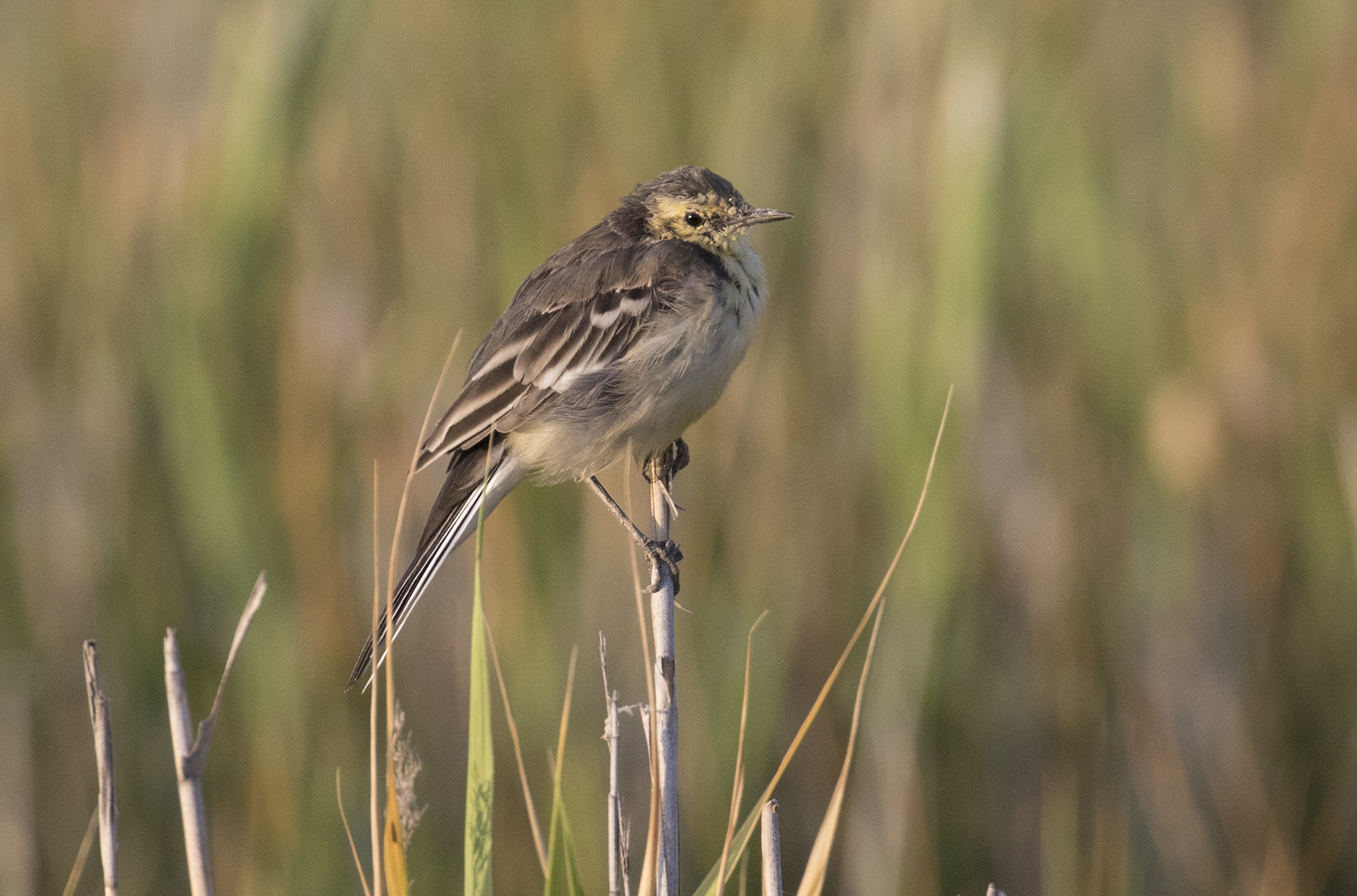
Mladý pták (Turecko)

Jedná se o malý druh štíhlého pěvce o velikosti vrabce (délka těla 16,5–19 cm) s dlouhým úzkým ocasem, kterým neustále pocukává nahoru a dolů. Podobně rychle a trhaně pohybuje i hlavou. Křídlo je u samce dlouhé v průměru 90 mm, u samice 88 mm. Ocas samce mívá kolem 89 mm, ten samičin 86 mm. Váží kolem 22 g.
Samec ve svatebním šatě má černé temeno a šíji, ostře oddělenou od popelavě šedého pláštíku, bílé čelo a velkou černou náprsenku na hrudi. Ocas je černošedý, pouze dvě krajní rýdovací pera jsou bílá. Hrdlo je černé, boky a postranní hrudi šedé, zbytek spodiny bílý. Letky jsou černohnědé, krovky šedé s bílými lemy, což vytváří na křídle dva bílé proužky. Samice je podobná, ale má neostrý přechod mezi černou na temeni a šedou na pláštíku. Černá na hlavě a voleti je promísena šedou. V prostém šatě mají obě pohlaví bílou až nažloutlou bradu a hrdlo a černý pruh na hrudi. Mladý pták je svrchu šedavě hnědý a má hnědošedou náprsenku. Zobák je černý, duhovka hnědá, noha i drápy šedočerné.

## Výskyt a populace

Schéma variace 11 poddruhů a jejich geografického rozšíření

Druh s palearktickým typem rozšíření. Areál v Evropě sahá od Pyrenejského poloostrova po Ural a od severní Skandinávie až po Sicílii, Řecko a Krétu. V Asii obývá celou Sibiř až po Čukotku a Japonsko, severně zasahuje přibližně k 75. rovnoběžce a jižně po Írán, Himálaj a jihovýchodní Čínu. Dále obývá také Island, jihovýchod Grónska a severní Afriku. Převážně tažný pták se zimovišti v Africe jižně od rovníku a v jižní Asii východně po Filipíny. Během sezónní migrace dokáže konipas bílý překonat poměrně značné vzdálenosti – je znám jedinec z Islandu, který doletěl až do Senegalu, čímž překonal vzdálenost kolem 5700 km.
 

Některé populace jsou stálé či potulné. Ke stálým populacím patří většina konipasů z jižní Evropy nebo populace z Japonska, kde dochází většinou jen k místním přesunům. Zatoulaní jedinci byli zaznamenáni mj. na Špicberkách, ostrově Jan Mayen, Azorech, Madeiře, ve střední Africe, jihovýchodní Asii, Mexiku a západním pobřeží Severní Ameriky, včetně Aljašky, kde se konipas bílý občas i rozmnožuje. K nejvzdálenějším lokalitám, kam konipas bílý zabloudil, patří Austrálie nebo Trinidad a Tobago. Nevyskytuje se na Sardinii ani Korsice.

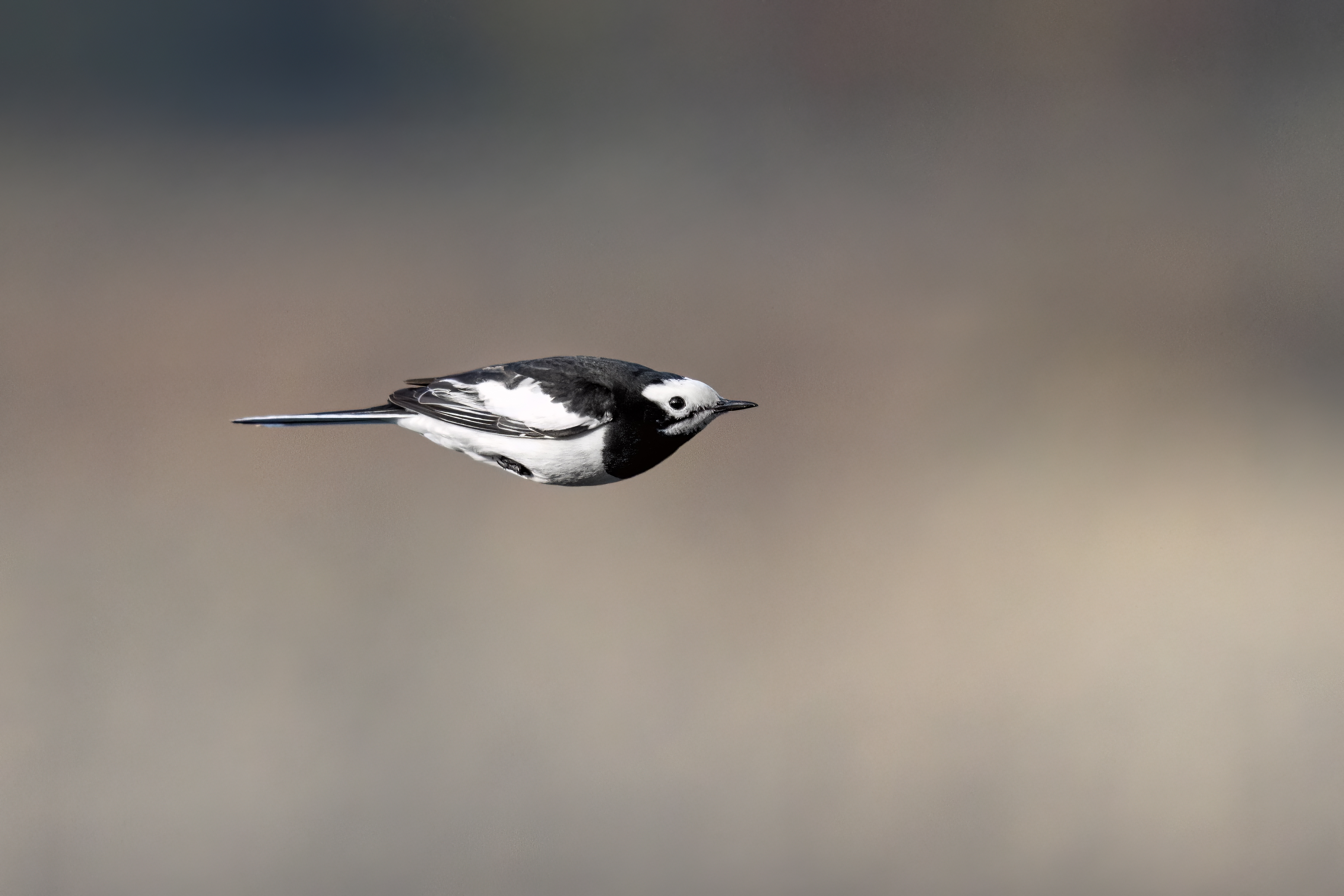
Konipas bílý v letu

Ve výběru svých hnízdních i zimních stanovišť je dosti flexibilní a adaptabilní. Vyskytuje se v nížinatých oblastech i ve vysokých horách. Ve střední a jižní Asii může vystoupat i do oblastí o několika tisících metrech, v Nepálu a Indii obývá oblasti dokonce až k 5000 m n. m. Preferuje stanoviště s nízkou trávou v blízkosti vodního zdroje a lidských sídel, avšak může zahnizďovat i poměrně daleko od lidí ve velmi suché krajině s pouštním klimatem. Nevyhýbá se ani městskému prostředí nebo průmyslovým zónám včetně např. hnědouhelných dolů. V hustých lesích bez vodního zdroje, lidského sídla nebo pasek se nevyskytuje.
Celková populace konipasa bílého je velmi početná. V roce 2015 se v Evropě odhadovala na 34–55 milionů dospělců. Evropská populace přitom představuje kolem 25 % všech konipasů bílých, takže celková početnost může být snad kolem 135–221 milionů dospělců.

### Česko
V Česku hnízdí na celém území poddruh alba. Početnější je v nižších polohách, avšak může zahnízdit i vysoko v horách. Známy jsou případy hnízdění z vrcholů Pradědu, Klínovce i Sněžky. Typická hnízdiště v Česku se nacházejí v otevřené obhospodařované krajině blízko vody. Může zahnizďovat v městském prostředí včetně Prahy, i na samotách, jako jsou lomy, pastviny, lesní samoty a různé zemědělské objekty. V období od 1985–89 do 2001–03 celková početnost českých konipasů bílých poklesla ze 100 000–200 000 párů na 90 000–180 000 párů.
Většina evropských populací s výjimkou jižní a západní Evropy je plně tažná. Zimoviště evropských konipasů se nachází od jižní Evropy přes severní po rovníkovou Afriku. Okroužkovaní konipasi bílí hnízdící na českém území táhnou na zimu převážně jihozápadním směrem do Itálie, Španělska, Francie a severní Afriky (Tunisko, Alžírsko). Z jihovýchodního Středomoří se v roce 2011 uváděl pouze jediný známý nález českého konipasa bílého, a sice z Kypru. Naopak na českém území byli při zimování zaznamenáni okroužkovaní konipasi z Norska a Švédska. Do Česka konipas bílý přilétá ze svých zimovišť nejčastěji v březnu, v případě příznivého počasí již v únoru. Odlétá od konce srpna do října, nejpozději počátkem listopadu. V nížinatých oblastech Česka se může pokusit o přezimování (jedná se však pouze okolo tisícovky jedinců).
Výjimečně se do Česka zatoulá i poddruh yarrellii, který se běžně vyskytuje hlavně na Britských ostrovech. Výskyt tohoto poddruhu na území Česka je nicméně velmi vzácný a jeho pozorování často nejsou zcela jednoznačná.

## Ekologie a chování
Typickým behaviorálním znakem konipasa bílého je výrazné kývání hlavou při chůzi spolu s pohybováním ocasu nahoru a dolů. Intenzita kyvu je nejvýraznější po krátkém běhu nebo těsně po přistání. Při sbírání potravy se může občas rozeběhnout za hmyzem. Umí i poskakovat. Pokud se zrovna nekrmí nebo nehřaduje, lze jej nalézt při vysedávání na kamenech, elektrických drátech, střechách aj. Létá v dlouhých vlnovkách.

### Hlas
Vábící hlas konipasa bílého utváří dvouslabičné až trojslabičné, nevýrazné „tsli-vitt“ nebo „zi-ze-litt“. Běžný hlas je velice krátký a jednoduchý, a typicky zahrnuje několik švitořivých tónů v sériích přerušovaných krátkými pomlkami. V případě napadení nebo při vnitrodruhových bojůvkách vydává skřípavé tóny v rychlých sledech.

### Hnízdění

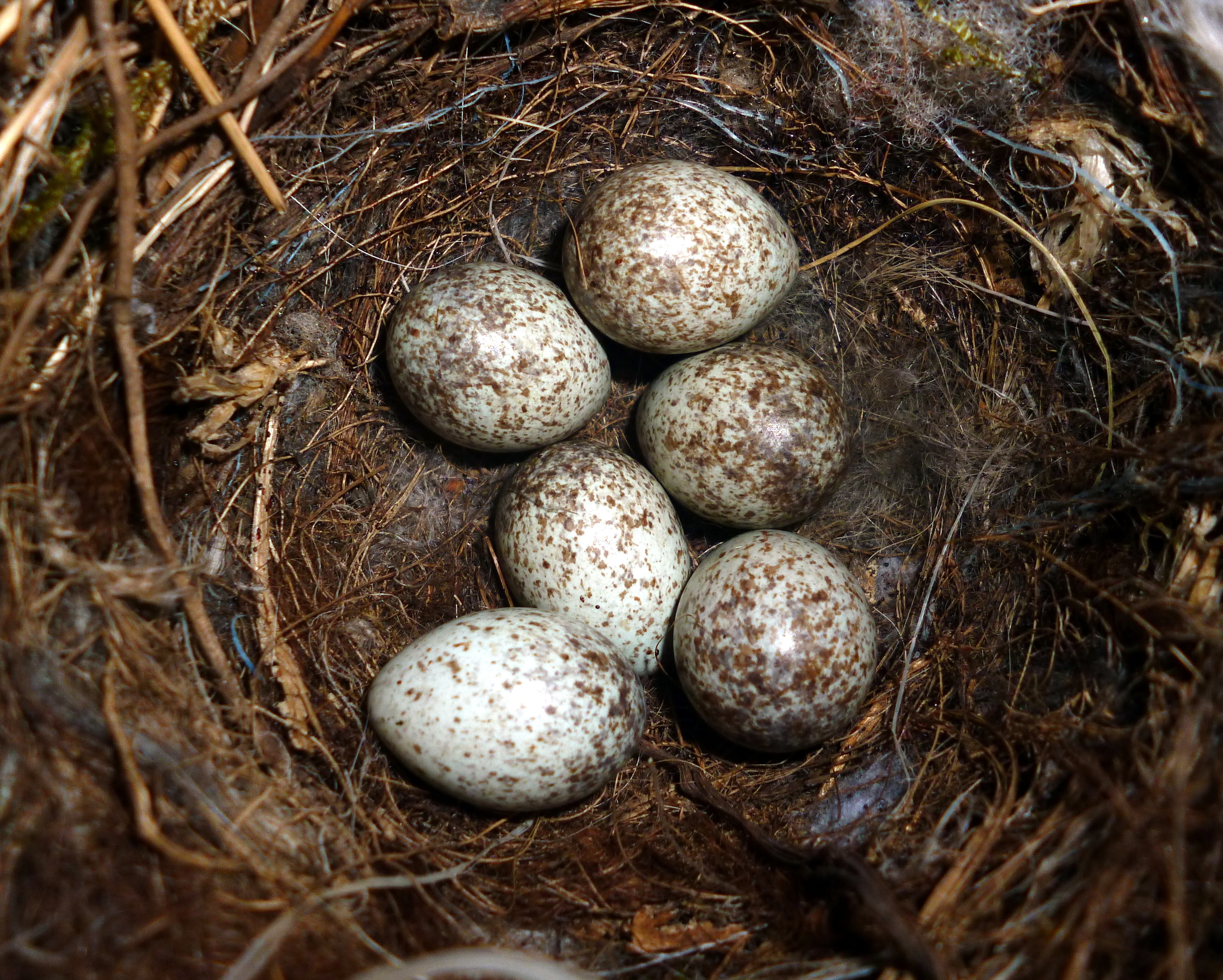
Hnízdo konipasa bílého se snůškou

Hnízdí jednotlivě, monogamně, vzácně se objevuje i polygynie. K formování páru dochází již během tahu nebo krátce po příletu do cílové destinace. Pár zůstává pohromadě po celé hnízdní období, občas spolu zahnizďuje i v dalším roce. Hnízdiště vybírá samec, který se na něm objevuje o 1–2 týdny dříve než samice. Hnízdo bývá typicky umístěno v přírodních i umělých výklencích a polodutinách, avšak bylo nalezeno i např. v lebce mrože ledního, v aktivním hnízdě orla skalního (Aquila chrysaëtoa) či ve starých sudech na ropu. V západním Rusku byla hnízda konipasů bílých spojována s blízkostí ondatry pižmové (Ondatra zibethicus) a bobra evropského (Castor fiber) – hnízdo konipasa bílého bylo nalezeno dokonce v každé zkoumané bobří hrázi.

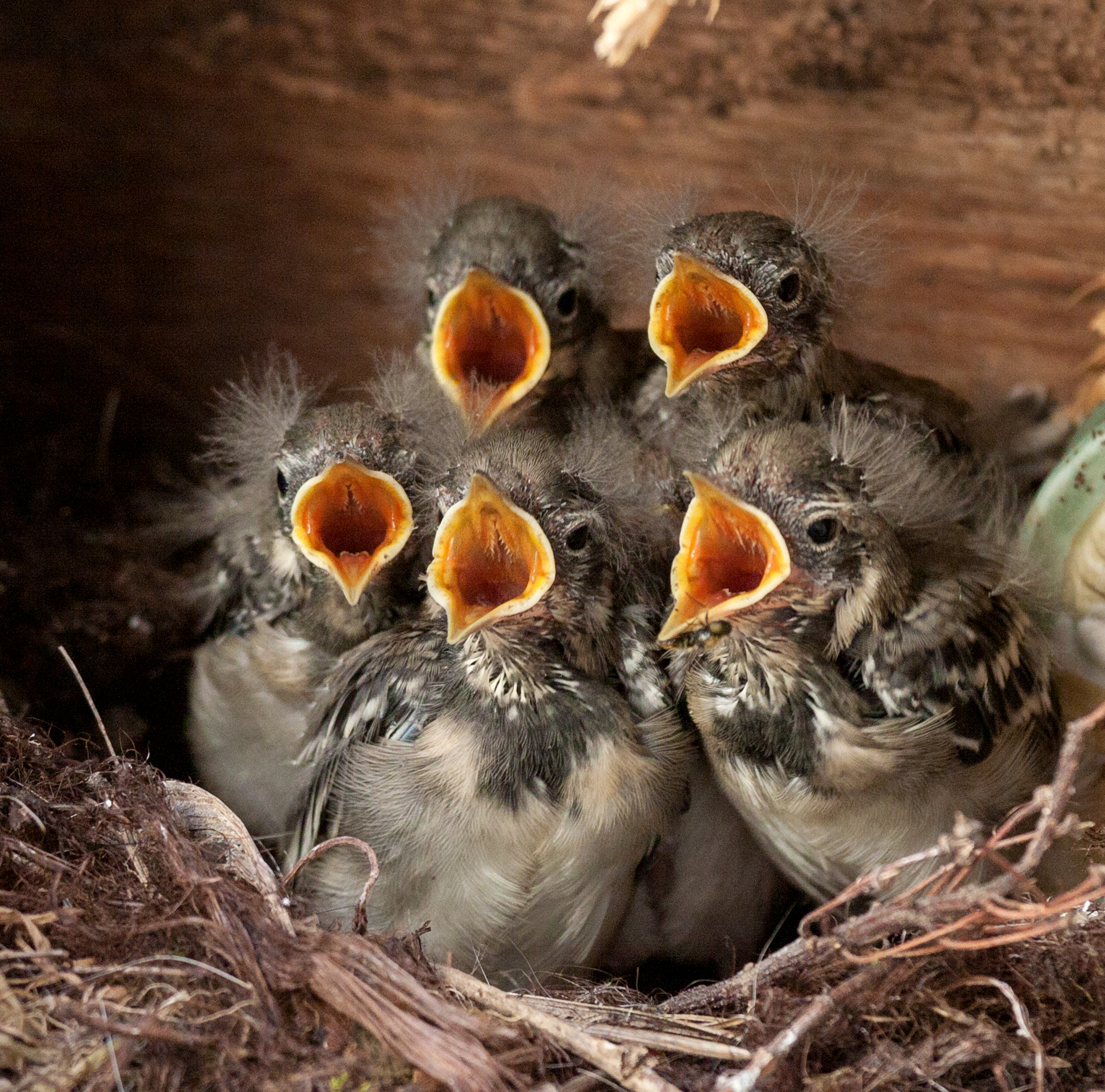
Ptáčata na hnízdě

Stavebním materiálem hnízda je nejčastěji mech, stébla trav, listy, větvičky a kořínky, výstelku tvoří jemná rostlinná vlákna a zpravidla i srst, žíně či peří. Hnízdí 2×, vzácně 3× ročně od dubna do července. Snůška čítá 4–6 (3–8) našedlých, namodralých, zřídka žlutohnědých, hustě drobně tmavě skvrnitých vajec o rozměrech kolem 20×15 mm. Vejce jsou snášena v denních intervalech, sezení začíná většinou po snesení posledního vejce. Inkubace trvá 12–13 dnů, sedí oba ptáci. Mláďata jsou krmena oběma rodiči a hnízdo opouštějí asi po 13 dnech, další 4–7 dní jsou pak krmena mimo hnízdo. Z 242 československých hnízd byla mláďata vyvedena ze 176 (73 %) a ke zničení hnízda došlo v 66 případech (27 %). Nejčastějšími příčinami ztrát byla predace (15), opuštění (11) a zatopení či zasypání (6). Pohlavně dospívají v 1. roce života. Nejvyšší známý věk v ČR je 12 let a 10 měsíců.

### Potrava

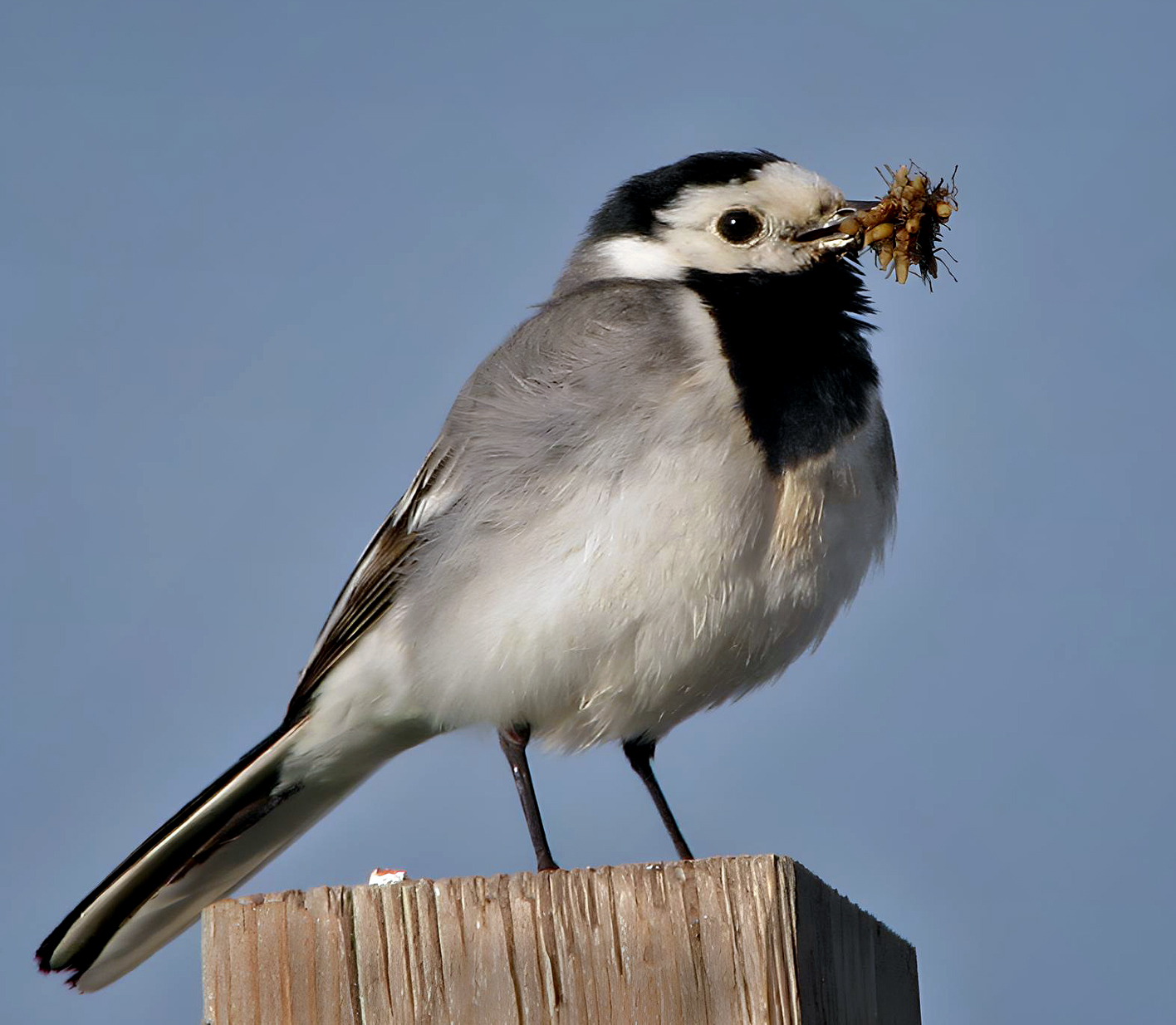
Subs. alba s potravou (Švédsko)

Živí se téměř výhradně živočišnou stravou. Do jídelníčku konipasa bílého patří drobný hmyz včetně kukel a larev, jako jsou dvoukřídlí, síťokřídlí, chrostíci, vážky, motýli, jepice a rovnokřídlí, příležitostně i další bezobratlí jako měkkýši, pavouci, chvostoskoci, blešivci aj. Může sezobnou i drobnou rybku do délky 35 mm nebo pečivo. V zimě občas požírá i semena a bobule. V oblibě má i vhodná krmiště v rámci zemědělské krajiny, jako jsou hnojiště, močůvky, výběhy zvířat nebo oraniště za pluhem.
Potravu sbírá při chůzi i v letu, nejčastěji u vody. Menší potravu lapá do zobáku a typicky ji polyká celou, větší kořist jako vážky může sebrat i nohama a nejdříve ji usmrtí zobákem nebo ranami o zem, než ji po kouskách pozře. Konkrétní složení jídelníčku závisí na potravní nabídce. Např. u subsp. yarrellii u anglického Oxfordu v zimním jídelníčku dominantně převládali pakomárovití (Chironomidae), kteří tvořili 96,7 % stravy. Zimující konipasi bílí v tuniské stepi jedli hlavně brouky. Subsp. lugens v jihovýchodním Rusku se živil hlavně menším dvoukřídlým hmyzem na jaře a v létě, během podzimní migrace požíral jepice, různonožce, chrostíky a splešťule. Zimující konipaci v Anglii trávili krmením až 90 % času během dne.

### Predátoři a parazité
K predátorům patří šelmy a draví ptáci. V jižní Anglii byl potvrzeným predátorem krahujec obecný (Accipiter nisus) a konipasi bílí reagovali mobbingem na vránu černou (Corvus corone) a poštolku obecnou (Falco tinnunculus). V jižním Skotsku byla hojným predátorem kočka domácí (Felis catus). K parazitům se řadí červi, tasemnice, hlístice, vrtejši, blechy nebo všenky. Na hnízdě i na perech mohou parazitovat různé druhy roztočů.

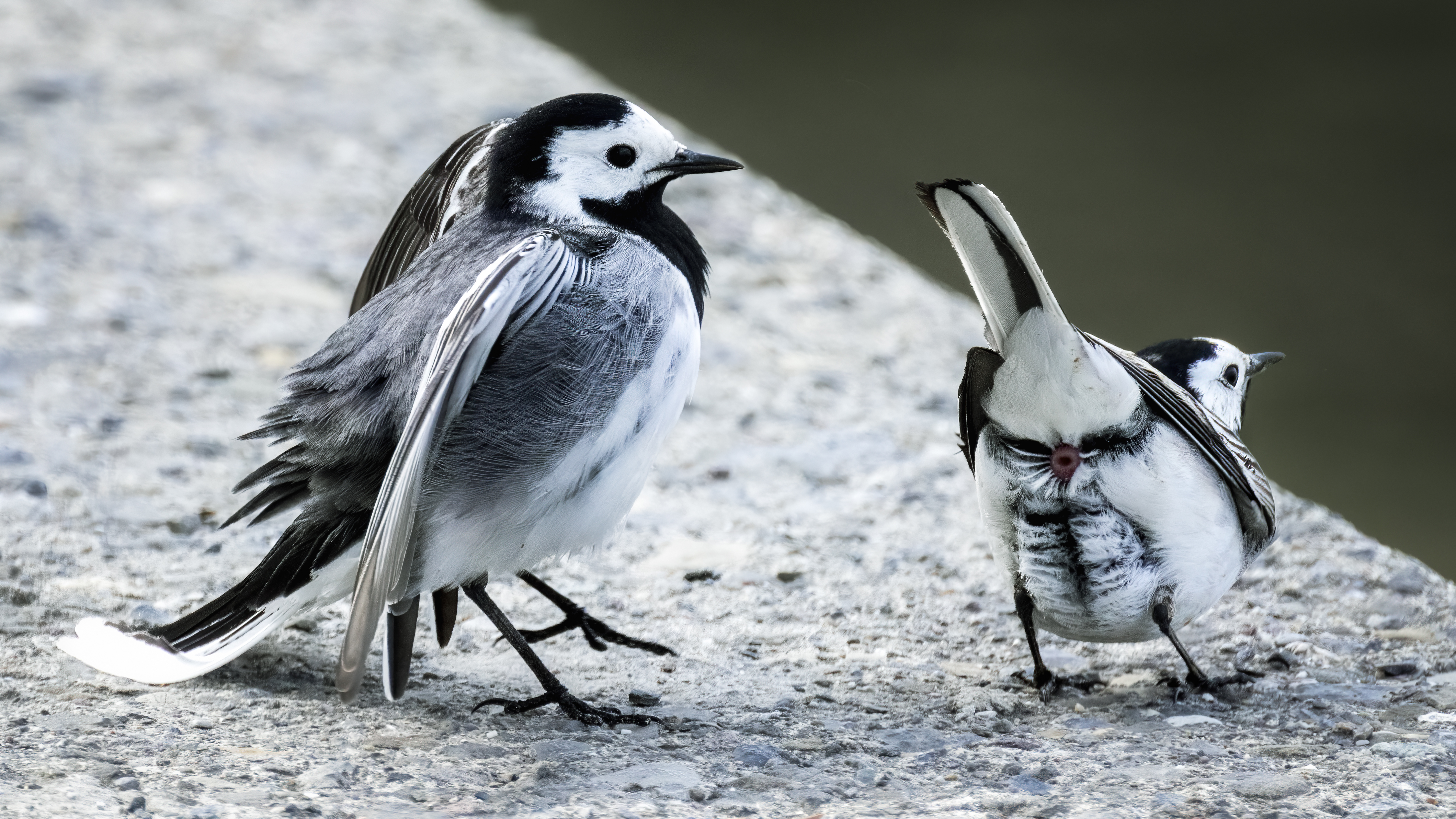
Pár konipasů před kopulací

Na severovýchodní Sibiři je subsp. ocularis vůbec nejčastější obětí hnízdního parazitismu kukačky obecné (Cuculus canorus). Podobná situace byla zjištěna i v jižním Finsku, kde kukačky obecné nejčastěji parazitují na konipasi bílém a rehkovi zahradním (Phoenicurus phoenicurus). Parazitismus na konipasích podněcuje hlavně jejich dlouhá hnízdní sezóna spolu s častým opakovaným zahnizďováním a pestrostí hnízdních stanovišť. Vysoká míra parazitace kukačkou obecnou byla zaznamenána i ve střední Evropě, kde z 294 hnízd subsp. alba hned 94 hnízd zahrnovalo vejce nebo mládě kukačky. Konipasi bílí proti kukačce nemají účinnou obranu. Kukačka typicky naklade své vejce do hnízda konipasů přímo před konipasy, kteří kukačku klovou a nalétávají na ni, nicméně ani to kukačku neodradí od snesení svého vejce do konipasího hnízda, během čehož typicky sežere jedno z přítomných konipasích vajec. Mládě kukačky do několika dní po narození vytlačí vejce a mláďata konipasů z hnízda.

## Vztah k lidem
Konipas bílý je člověku poměrně známým druhem již proto, že často tíhne k synantropnímu způsobu života. Následkem toho si konipas vysloužil řadu lidových jmen a dostal se i do množství říkadel a přirovnání. Jedno z pořekadel mluví o dětech, které chvíli neposedí a neustále skáčou a pobíhají kolem, že se natřásají jako „třasořitky“. Jako třasořitka se nicméně označuje i nesmělý, bojácný člověk. O nápadném chování konipasů se zmiňuje už i Alfred Brehm v roce 1888:
Jakož je [konipas bílý] nad míru čilý, nepokojný a čiperný, pohybuje se neustále od božího rána až pozdě do večera. [...] Chodí rychle a obratně, kročmo, drže tělo a ocas vodorovně a krk maje vtažen; létá snadno a rychle, vznášeje a spouštěje se dlouhými oblouky, které spojují se v dalekou čáru vlnitou, větším dílem nízko a ve krátkých vzdálenostech nad vodou nebo nad zemí, ale často také daleko jedním tahem, i vrhá se, chtě se usaditi, náhle dolů a rozčepejřuje ocas teprve blízko nad zemí, aby zmírnil tíži pádu.
Život zvířat, str. 256
Konipas bílý je jedním z národních symbolů Lotyšska. Česká společnost ornitologická jej vyhlásila ptákem roku 1999. Vyskytuje se na řadě poštovních známek různých evropských i asijských států.

### Ohrožení
Globální početnost druhu ohrožena není. Populační trend je stabilní a jelikož byl takový i v minulosti, Mezinárodní svaz ochrany přírody druh hodnotí jako málo dotčený. Místně konipasa bílého ohrožuje hlavně snižování potravní nabídky. Ta je na stanovištích konipasů bílých ovlivňována hlavně způsoby využívání a obhospodařování krajiny. Jedná se například o zvyšující se plochy obilných lánů na úkor geograficky bohatější krajiny poseté rybníčky a pastvinami, kde konipasi mohou nalézt potravu snáze než v obřích obilných monokulturách. Nejefektivnějším způsobem ochrany konipasů je ochrana jejich přirozeného prostředí, zejména pestré mozaikovité krajiny. K jednoduchým způsobům přímé podpory jednotlivců patří stavba ptačích budek. Následkem globálního oteplování dochází k postupnému posunu načasování tahu konipasů bílých, kteří přilétají do svých severních hnízdišť dříve než v minulosti.